# Proterochersis
Genre
Proterochersis est un genre éteint de tortues de la famille également éteinte des Proterochersidae.

## Distribution et datation
Elles vivaient au Trias supérieur dans ce qui est de nos jours l'Allemagne, notamment dans la région de Stuttgart, et en Pologne. 

## Liste des espèces
Plusieurs espèces sont connues :
- † Proterochersis limendorsa
- † Proterochersis porebensis
- † Proterochersis robusta
- † Proterochersis robustum